# Закон Клайбера

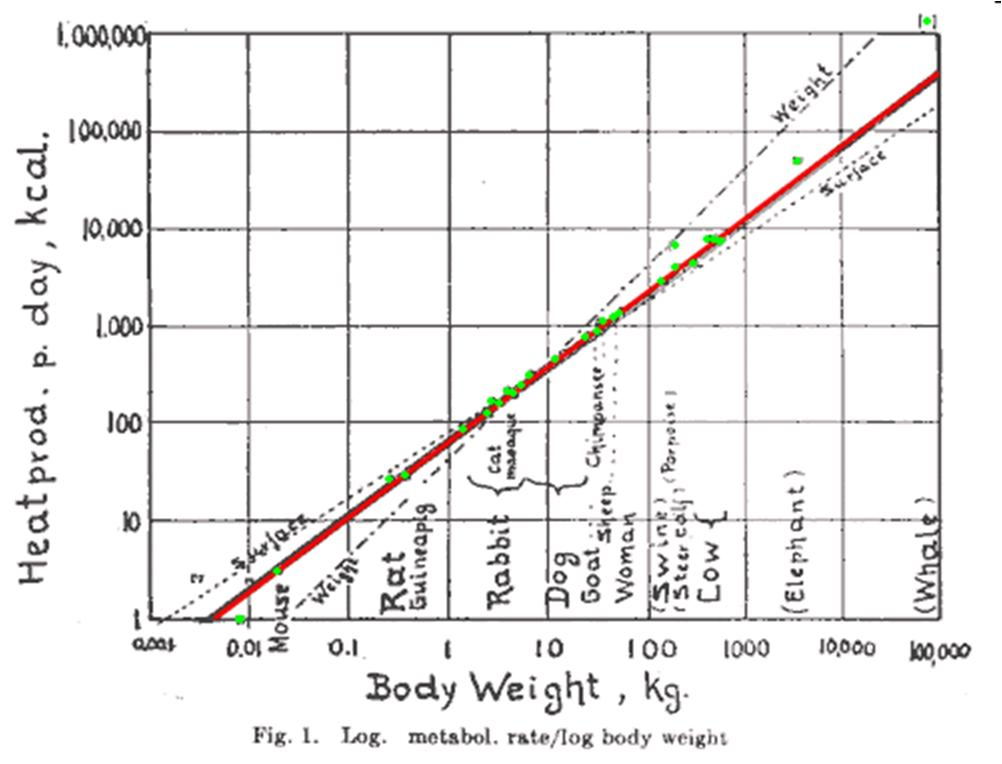
Залежність швидкості метаболізму від розмірів тіла різних тварин. Оригінальний малюнок Клайбера (1947).

Закон Клайбера (метаболічний закон ¾) — біохімічне правило, що пов'язує швидкість основного обміну і масу організму.

## Загальні положення
До недавнього часу вважалося, що метаболізм (обмін речовин) самих різних організмів, як одноклітинних, так і багатоклітинних, залежить від їх розміру подібним чином. Зі збільшенням маси тіла M організмів споживання ними енергії R зростає, але не лінійно, а поступово уповільнюючись, з показником ступеня, рівним приблизно 3/4. Іншими словами, в розрахунку на одиницю маси інтенсивність метаболізму організмів знижується в міру збільшення маси тіла. Отримане алометричне (порушуються пропорції) співвідношення можна записати формулою: R = c • Md, де c — константа, характерна для даної групи організмів, а d — показник ступеня, рівний приблизно 3/4. При логарифмування ця залежність перетворюється в рівняння прямої:
де c — вільний член, а d — кут нахилу.
Те, що показник ступеня d дорівнює саме 0,75 (або 3/4), ще в 1930-х роках встановив швейцарський фізіолог Макс Клайбер, узагальнив експериментальні дані по інтенсивності дихання різних ссавців. Зазначене співвідношення отримало назву «закон Клайбера» (Kleiber's law), або «правило 3/4». До цього дослідники вважали, що показник d, швидше за все, дорівнює 2/3, оскільки зі збільшенням лінійних розмірів тіла площа його поверхні зростає пропорційно квадрату, а об'єм — кубу. Величина показника ступеня, близька до 0,75, виявлялася потім на сукупностях самих різних організмів. Так, для ракоподібних її вивів у 1950-х роках Г. Г. Вінберг. А в 1960 році данський зоолог Аксель Хеммінгс (Axel Marius Hemmingsen), статистично обробивши опубліковані матеріали з оцінки швидкості дихання різних тварин, отримав відповідні рівняння для ендотермних (теплокровних) тварин, для ектотермних (холоднокровних), а також для одноклітинних організмів. Показник c для даних груп сильно відрізнявся (наприклад, у теплокровних рівень обміну набагато вищий, ніж у холоднокровних), але коефіцієнт d, що характеризує форму залежності обміну від маси, у всіх випадках був близький до 0,75.

## Метаболізм рослин
Відомості про залежність інтенсивності метаболізму від розмірів для рослин були мізерні і суперечливі. Зазвичай передбачалося, що тут також дотримується «правило 3/4». Однак в 2006 році за допомогою ретельних спостережень за диханням рослин в темряві було встановлено, що показник ступеня в рівняннях, що зв'язують масу рослини і їх дихання, дорівнює не 0,75, а 1,04, що значимо не відрізняється від одиниці. Залежність інтенсивності дихання рослин від їх маси виявилася не алометричною, а ізометричною (зберігаються пропорції): у розрахунку на одиницю маси крупні і дрібні рослини дихають однаково.

## Метаболізм фітопланктону
Нещодавно іспанські дослідники встановили, що показник ступеня d в рівнянні, що представляє продукцію організмів фітопланктону як функцію їх розміру (об'єму), виявився рівним не 0,75, а варіював в різних серіях дослідів (пробах з різних місць) від 1,03 до 1,32 (середнє значення 1,16). Показник, що дорівнює одиниці, вказує на те, що швидкість продукування (зв'язування CO2) в розрахунку на одиницю маси для дрібних і великих організмів одна і та ж (як у випадку дихання наземних рослин). Якщо ж показник достовірно більший від одиниці, це означає, що більш великі одноклітинні водорості в розрахунку на одиницю маси характеризуються дещо більшою величиною продукції (а відповідно, і метаболічною активністю), ніж дрібні.
Автори припускають, що у великих одноклітинних планктонних водоростей в ході еволюції виробилися особливості будови і фізіології, спрямовані на подолання тих обмежень, які накладає великий розмір клітини. А обмеження пов'язані з тим, що у великих клітин менша відносна площа поверхні, через яку йде поглинання поживних речовин, а також з тим, що, будучи важкими, вони швидше опускаються, «тонуть», потрапляючи в зону з невідповідними умовами. Серед пристосувань, що дозволяють крупним водоростям все ж мешкати в умовах дефіциту поживних елементів, називають, наприклад, витягнуту форму тіла (тим самим збільшується відносна площа поверхні), вакуолі з запасами і навіть можливість утримувати всередині себе азотфіксуючих симбіонтів (відомі діатомові водорості, всередині яких живуть здатні до азотфіксації ціанобактерії).